# Колодежное (Полтавская область)
Колодежное (укр. Колодяжне) — село в Жоржевском сельском совете Шишацкого района Полтавской области Украины.
Код КОАТУУ — 5325782003. Население по переписи 2001 года составляло 9 человек.

## Географическое положение
Село Колодежное находится у истоков реки Говтва, ниже по течению на расстоянии в 1 км расположено село Жоржевка. Река в этом месте пересыхает, на ней сделана небольшая запруда.
Рядом проходит автомобильная дорога Т-1710.